# Лемітар (Нью-Мексико)
Лемітар (англ. Lemitar) — переписна місцевість (CDP) в США, в окрузі Сокорро штату Нью-Мексико. Населення — 346 осіб (2020).

## Географія
Лемітар розташований за координатами 34°9′18″ пн. ш. 106°54′44″ зх. д. / 34.15500° пн. ш. 106.91222° зх. д. (34.155034, -106.912241).  За даними Бюро перепису населення США в 2010 році переписна місцевість мала площу 3,55 км², уся площа — суходіл.

## Демографія
Згідно з переписом 2010 року, у переписній місцевості мешкало 330 осіб у 156 домогосподарствах у складі 95 родин. Густота населення становила 93 особи/км².  Було 176 помешкань (50/км²).
Расовий склад населення:
| - 87,6 % — білих - 1,5 % — чорних або афроамериканців - 0,3 % — корінних американців - 7,9 % — осіб інших рас |

До двох чи більше рас належало 2,7 %. Частка іспаномовних становила 53,6 % від усіх жителів.
За віковим діапазоном населення розподілялося таким чином: 18,8 % — особи молодші 18 років, 62,1 % — особи у віці 18—64 років, 19,1 % — особи у віці 65 років та старші. Медіана віку мешканця становила 45,0 року. На 100 осіб жіночої статі у переписній місцевості припадало 90,8 чоловіків;  на 100 жінок у віці від 18 років та старших — 88,7 чоловіків також старших 18 років.
За межею бідності перебувало 36,0 % осіб, у тому числі 100,0 % дітей у віці до 18 років та 0,0 % осіб у віці 65 років та старших.
Цивільне працевлаштоване населення становило 102 особи. Основні галузі зайнятості: будівництво — 55,9 %, публічна адміністрація — 25,5 %, освіта, охорона здоров'я та соціальна допомога — 18,6 %.